# コモロ諸島

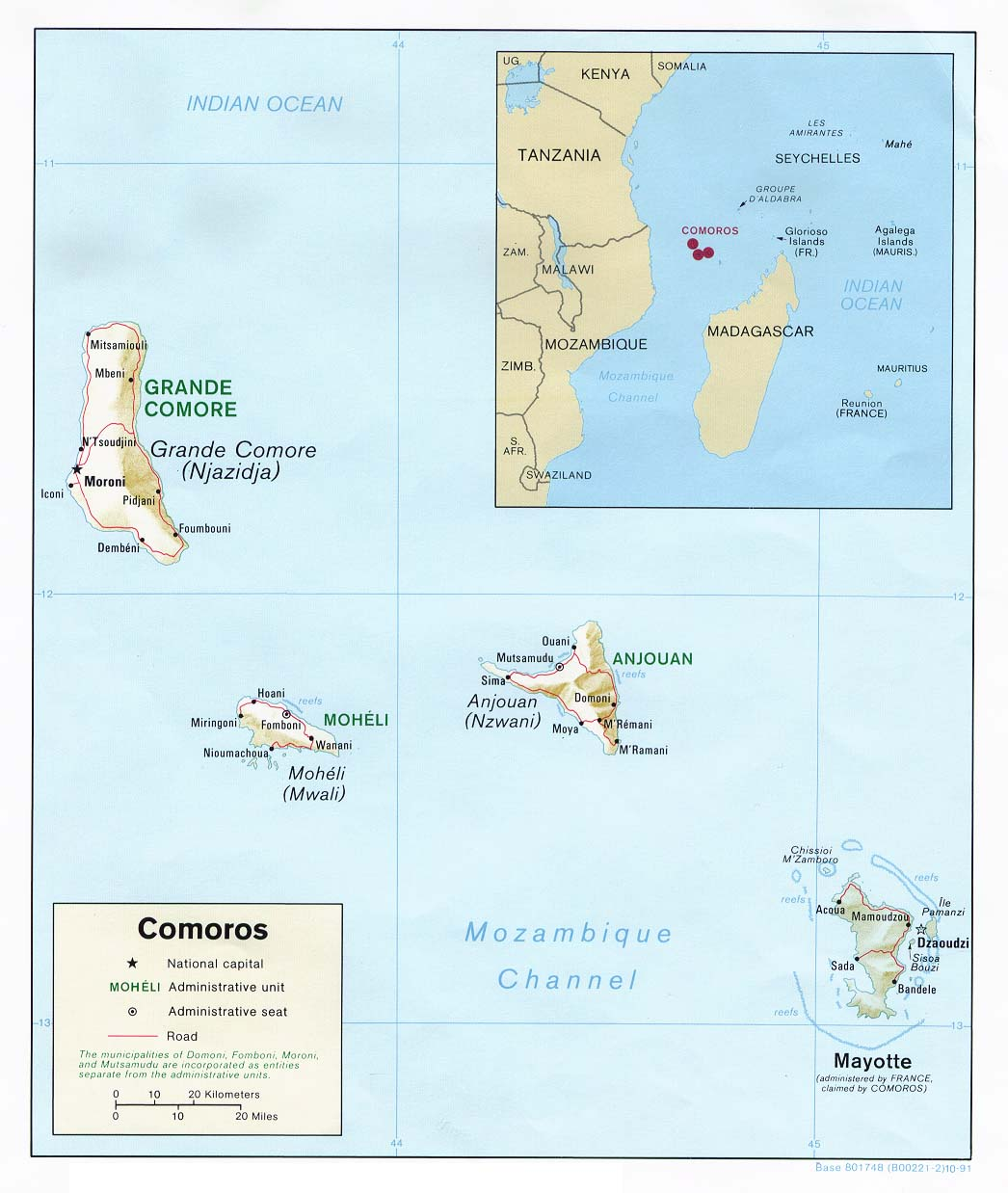
コモロ諸島

コモロ諸島（コモロしょとう、仏: L'archipel des Comores、阿: جزر القمر、英: Comoro Islands）は、アフリカ大陸東南部、マダガスカル島とモザンビークの間にある諸島。主にグランドコモロ島（ンジャジジャ島）、アンジュアン島（ムズワニ島）、モヘリ島（ムワリ島）、マヨット島の4島から成り、最大の島はグランドコモロ島。このうち前者3島はコモロ連合、マヨット島はフランスの統治下にある。この諸島の近海でシーラカンスが発見され、一躍この地は有名になった。
産業はバニラなどの香料生産と、若干の農業・漁業があるが、コモロ領の3島の経済事情は厳しく、生活水準も貧しい。他方、マヨット島は、フランスからの援助や開発により、住民の生活水準はコモロ領の島々より格段に高い。

## 一覧
| 島名             | フランス語名  | 行政首都     | 人口 (人) [2012年] | 面積 (km2) | 人口密度 | 所属国         |
| ---------------- | ------------- | ------------ | ------------------ | ---------- | -------- | -------------- |
| アンジュアン島   | Anjouan       | ムツァムドゥ | 306,800            | 424        | 723      | コモロ連合     |
| グランドコモロ島 | Grande Comore | モロニ       | 369,600            | 1,148      | 321      | コモロ連合     |
| モヘリ島         | Mohéli        | フォンボニ   | 47,900             | 290        | 165      | コモロ連合     |
| マヨット島       | Mayotte       | マムズ       | 212,645            | 374        | 568      | フランス共和国 |